# Viento cruzado

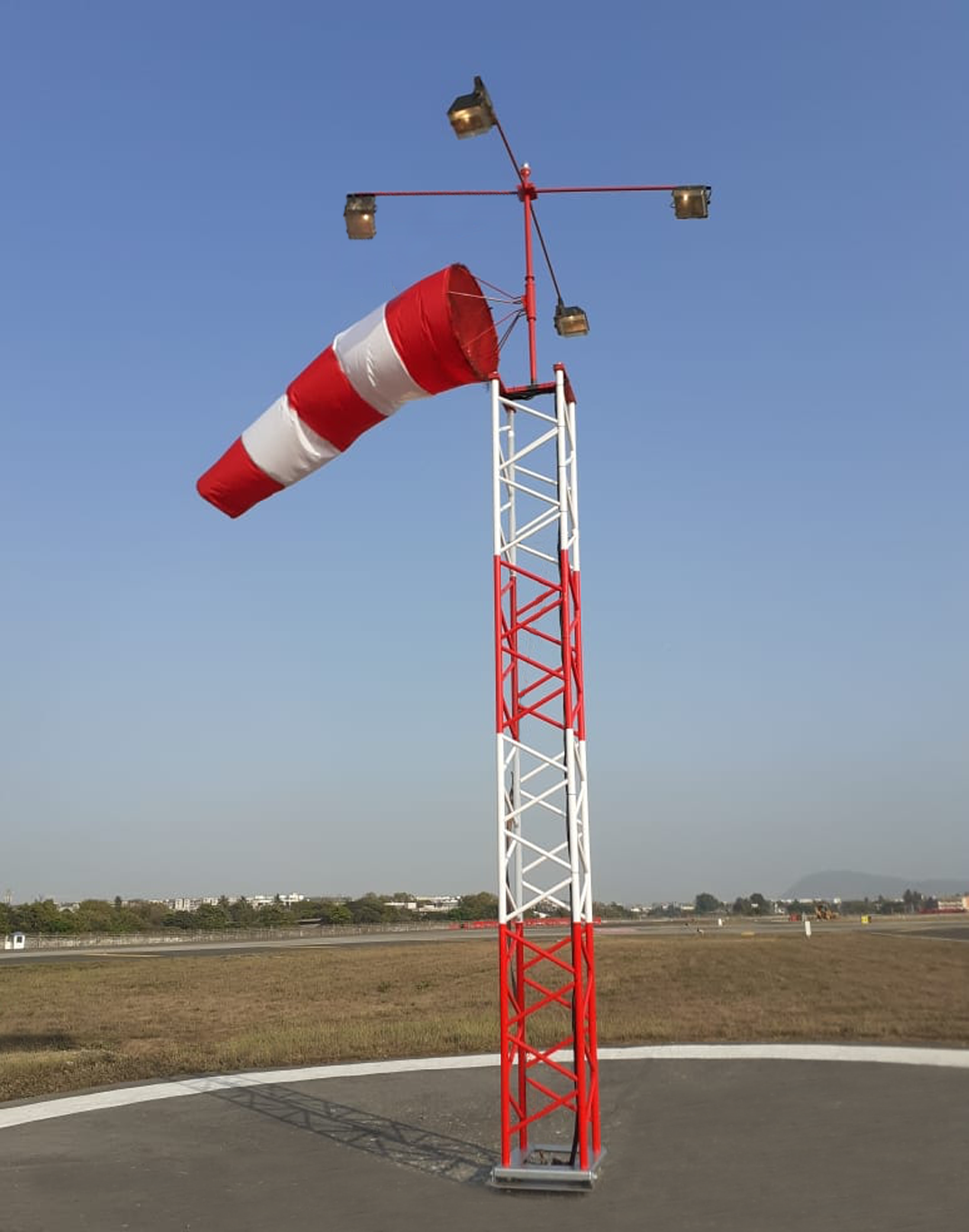
Manga de viento del Aeropuerto de Mumbai

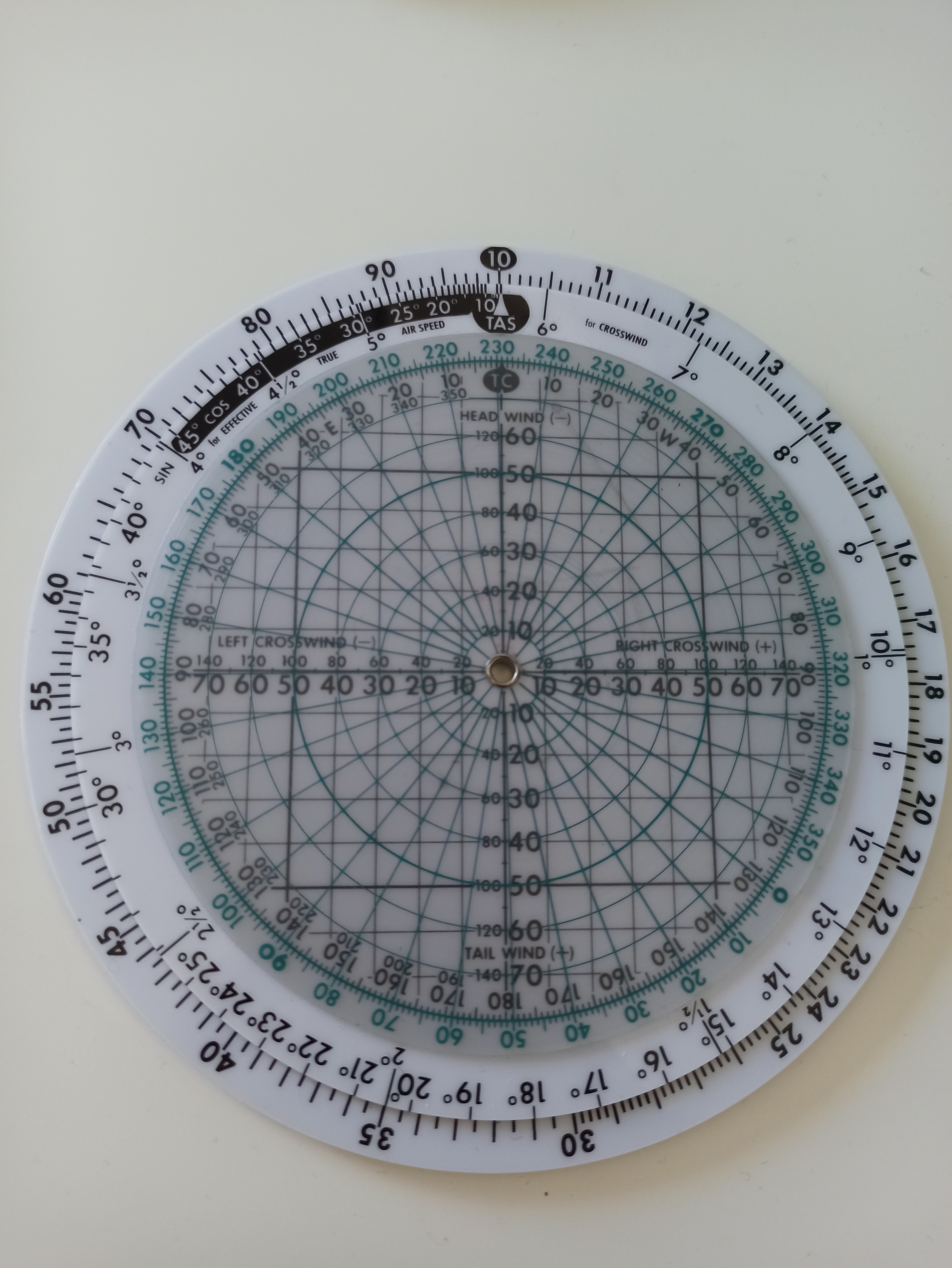
Computador de vuelo CR3 para calcular la componente de viento.

Un viento cruzado o X/WIND es aquel que tiene un componente perpendicular a la línea o dirección de viaje. En aviación, se considera viento cruzado a aquel componente del viento que sopla perpendicularmente a la pista de aterrizaje dificultando los aterrizajes y despegues en comparación con un viento que estuviese alineado con la orientación la pista. 
No existen una limitación de viento cruzado para aterrizar, pues depende de la técnica de cada piloto. Sin embargo, los fabricantes de aviones durante las pruebas de certificación han de demostrar cuál ha sido la máxima intensidad con la que el piloto de pruebas ha conseguido aterrizar el avión. Esto no es un límite de fabricación, solo una información proporcionada.
En la aviación general este límite de componente cruzada es establecido por el piloto o por el propietario del avión que se vuele, pero en aviación comercial son las aerolíneas en sus manuales de operación los que especifican cuál es la máxima componente de viento cruzado con la que pueden operar, y si es sobrepasada, el vuelo deberá desviarse el aeropuerto alternativo donde haya mejores condiciones de viento.
En caso de que el fabricante proporcione una limitación al máximo viento cruzado que el avión puede soportar, este aparecerá en el manual de operación del avión y será definido como una limitación de vuelo.
Desde 1950, el viento con el que el fabricante ha demostrado poder aterrizar no considera rachas de viento solo un viento cruzado pero de velocidad uniforme. Sin embargo, Airbus, con la entrada en vuelo del primer modelo A320 empezó a incluir información sobre las rachas de viento durante las pruebas hechas para certificar el avión.
Cuando el viento no es paralelo o directamente en la dirección del movimiento, se considera que dicho viento se puede separar en dos componentes:
- viento cruzado: es aquella componente de viento perpendicular a la dirección del movimiento
- viento en cola o viento en cara: es aquella componente de viento paralela al sentido de la marcha. Si el viento va a favor del movimiento se considera en cola y si, por el contrario, va en sentido contrario al movimiento se considera en cara.

Para calcular la componente de viento cruzada se multiplica la velocidad del viento por el seno del ángulo entre el viento y la dirección del movimiento. 
En aviación, para determinar el componente de viento cruzado los pilotos frecuentemente usan como referencia una tabla proporcionada por el fabricante del avión o por la operador del avión donde se indica para unas velocidades de viento y ángulos dados el componente de viento cruzado. Durante la formación de los pilotos también se enseña el uso de computadores de vuelo que pueden calcular la componente de viento cruzado tomando los datos de rumbo y deriva del avión.
En los aviones más modernos, se disponen de sistemas en vuelos que calculan la componente de viento cruzado tomando los datos meteorológicos del aeropuerto donde se quiere aterrizar.
En la gran mayoría de los aeropuertos cuando se dan los datos de velocidad del viento no se especifica la componente cruzada de este, y la forma visual de conocer la componente cruzada es mirando directamente a la manga de viento.